# Çağlar Ertuğrul
Çağlar Ertuğrul (nasceu em 5 novembro de  1987, Karşıyaka, Esmirna)  é um ator turco e engenheiro mecânico.

## Vida e carreira
É o filho mais novo de um engenheiro geológico e uma dentista, tem uma irmã mais velha Pinar Ertuğrul . 
Formou-se na Escola Secundária Bornova em 2005. Em 2011 concluiu o curso superior e  graduou-se pelo departamento de engenharia mecânica da Universidade Koç . 
Depois disso fez universidade de teatro por três anos, assim como  estudou artes cênicas na Academy 35th e Half Art House , e anos mais tarde estudou atuação em 3Mota Art Halls. 
Somente depois de  adulto começou a atuar com participações em propagandas. Sua primeira atuação de destaque  foi em uma peça de teatro da Universidade de Koç , a peça Romeu e Julieta na data de 13 de abril de 2009.
A fama só chegaria em 2012,  quando o diretor Alper Çağlar dirigiria  um longa-metragem militar chamado  The Mountain sem tradução para o Brasil, Çağlar Ertuğrul interpretou Oguz protagonista do filme.  Depois participou do filme Bana Masal Anlatma, ou em inglês Telling Tales onde interpretou Erdil.[carece de fontes?]
Na época  também atuou na série de televisão turca Medcezir  e Benim İçin Üzülme.[carece de fontes?]
Em 2016, voltou a ser protagonista na sequência de The Mountain.
Dessa vez o filme alcançou reconhecimento global e se tornou o filme mais visto de 2016  e também o filme foi classificado como 10/10 estrelas na IMDB.[carece de fontes?]
Em 2016/2017 voltou aos papéis principais, dessa vez  interpretando Yagiz Egemen, personagem destaque em Fazilet hanim ve kizlari . Também foi indicado entre os cem rostos mais bonitos do mundo.
Ertuğrul tem um canal próprio  do YouTube  onde compartilha vídeos divertidos e pessoais.[carece de fontes?]

### Peças teatrais
- Romeu e Julieta
- Yobaz
- Kaos Teorileri
- Leş

### Sériede TV
- 2012 - Benim İçin Üzülme
- 2014 - Beyaz Karanfil
- 2014 - Kurt Seyit ve Şura
- 2014 - Boynu Bükükler
- 2015 - Medcezir
- 2017 - Fazilet Hanım Ve Kizlari
- 2019 - Afili Aşk
- 2021 - Teşkilat

## Filmes
- 2012 - The Mountain (filme de 2012) Sem tradução para o Brasil
- 2015 - Bana Masal Anlatma — sem tradução para o Brasil
- 2016 - The Mountain II — sem tradução para o Brasil